# Liste der Bodendenkmale in Arnsdorf
In der Liste der Bodendenkmale in Arnsdorf sind die Bodendenkmale der Gemeinde Arnsdorf und ihrer Ortsteile nach dem Stand der Auflistung von Harald Quietzsch und Heinz Jacob aus dem Jahr 1982 aufgelistet. Eventuelle Änderungen und Ergänzungen, insbesondere aus der Zeit nach der Wende, sind nicht berücksichtigt, da für Sachsen aktuell keine neueren allgemein zugänglichen Bodendenkmallisten vorliegen. Die Baudenkmale sind in der Liste der Kulturdenkmale in Arnsdorf aufgeführt.
| Denkmal-ID | Fundart          | Ortsteil       | Bezeichnung                 | Zeitstellung    | Lage                                                                  | Bemerkungen                                                                | Bild |
| ---------- | ---------------- | -------------- | --------------------------- | --------------- | --------------------------------------------------------------------- | -------------------------------------------------------------------------- | ---- |
| ?          | besonderer Stein | Arnsdorf       | Steinkreuz                  | Spätmittelalter | Ortskern, in der östlichen äußeren Kirchhofsmauer ()                  | Schutz seit 30. Oktober 1972                                               |      |
| ?          | Siedlung         | Kleinwolmsdorf | Ortswüstung Reinhardtswalde | Mittelalter     | südlich des Orts, im Karswald Abteilung 123, beiderseits des Bachs () | Hausgrundrisse, Backöfen, Wege, Ackerraine, Schutz seit 26. September 1966 |      |
| ?          | besonderer Stein | Kleinwolmsdorf | Steinkreuz                  | Spätmittelalter | im Ort, nordöstlich der Kirche, Auffahrt zum Kirchhof ()              | Schwerteinzeichnung, Schutz seit 30. Oktober 1972                          |      |